# Bert Röling
Bernard Victor Aloysius (Bert) Röling ('s-Hertogenbosch, 26 december 1906 – Groningen, 16 maart 1985) was een Nederlandse rechtsgeleerde en grondlegger van de Nederlandse polemologie. Hij was onder meer namens Nederland rechter in het Militair Tribunaal, dat na de Tweede Wereldoorlog Japanse oorlogsmisdadigers berechtte.

## Leven en werk
Röling was een zoon van journalist Gerardus Röling en Christina Maria Dorothea Taverne. Hij is een jongere broer van graficus Gé Röling. Hij promoveerde in 1933 in Utrecht bij Willem Pompe op het proefschrift Wetgeving tegen de zoogenaamde beroeps- en gewoontemisdadigers. Nog in hetzelfde jaar werd hij privaatdocent in Utrecht, waar hij het Criminologisch Instituut opzette en in 1946 werd aangesteld als bijzonder hoogleraar.
In datzelfde jaar werd hij benoemd in het Internationale Militair Tribunaal in Tokyo. In het Tribunaal speelde hij een opvallende rol. In een 'dissenting opinion' kwam hij tot een oordeel dat in belangrijke opzichten afweek van het meerderheidsvonnis, vooral omdat hij de doeleinden van de Japanse politiek - het verwerven van een overheersende positie in Azië en het uitschakelen van de Europese mogendheden - op zichzelf niet strafbaar achtte.
In 1950 werd Röling aangesteld als hoogleraar in Groningen. Daar zette hij in 1962 het Polemologisch Instituut op. In 1977 nam hij afscheid van de universiteit. Zijn werk in Groningen werd voortgezet door Hylke Tromp en Herman de Lange.

## Politiek
Röling had politieke interesse. In Nederland werd in de aanloop naar de Tweede Kamerverkiezingen van 1972 een "schaduwkabinet" gevormd door Tweede Kamerleden van de PvdA, D66 en PPR. Röling (PvdA) kreeg er de portefeuille voor vredesvraagstukken.

## Trivia
Hij was getrouwd met Louise Henriette (Lies) Sloth Blaauboer. Dochter Jet Röling is pianist, zoon Hugo Röling schreef een boek over hem, zoon Wiek Röling was architect. Zoon Matthijs Röling beeldde samen met Wout Muller zijn vader af op een grote muurschildering in de aula van het Academiegebouw van de Rijksuniversiteit Groningen.
Bert Röling is de oom van kunstenares Marte Röling.
Het werk van Röling als rechter in Tokio fungeert als decor voor de roman De offers van Kees van Beijnum. In de roman heet de Nederlandse rechter Rem Brink.
In 2017 werd door Netflix de miniserie van vier delen 'The Tokyo Trial' uitgebracht. De rol van Röling werd gespeeld door Marcel Hensema.
De middelbare school Röling College aan de Melisseweg in Groningen, met mavo, havo en vwo, was tot 2009 naar hem vernoemd.
De Groningse Faculteit Rechtsgeleerdheid verhuisde in 2023 naar het Rölinggebouw aan de Oude Boteringestraat 18. Dit gebouw is vernoemd naar prof. Bert Röling.

## Publicaties van Röling (selectie)
- B.V.A. Röling: The Tokyo Trial and beyond. Reflections of a peacemonger. Ed. and with an introd. by Antonio Cassese. Cambridge, Polity Press, 1993. ISBN 0-7456-1006-4
- B.V.A. Röling: Het wapenprobleem. Assen, Van Gorcum, 1977. (Afscheidscollege RU Groningen). ISBN 90-232-1546-X
- B.V.A. Röling: Völkerrecht und Friedenswissenschaft. (Carl-von-Ossietzky-Vorlesung) Bonn-Bad Godesberg, Deutsche Gesellschaft für Friedens- und Konfliktforschung, 1974. Geen ISBN
- B.V.A. Röling: Polemologie. Een inleiding tot de wetenschap van oorlog en vrede. 3e, herz. en bijgew. druk. Assen, Van Gorcum, 1973. ISBN 90-232-1076-X
- B.V.A. Röling: Misdaad bij Shakespeare. De criminologische betekenis van Shakespeare's Macbeth. Met een inl. van Anton van Duinkerken. 2e druk. Deventer, Kluwer, 1972. ISBN 90-268-0648-5
- B.V.A. Röling: Strafbaarheid van de agressieve oorlog. Rede uitgesproken bij de aanvaarding van het ambt van hoogleraar aan de Rijksuniversiteit te Groningen op 25 Maart 1950. Groningen, Wolters, 1950. (Inaugurele rede Groningen)
- B.V.A. Röling: Opinion of Mr. Justice Roling, member for the Netherlands of the International Military Tribunal for the Far East. Tokyo, 1948
- B.V.A. Röling: De opvoedingsgedachte in het strafrecht. 's-Gravenhage, Nijhoff, 1933. (Inaugurele rede Utrecht)
- B.V.A. Röling: De wetgeving tegen de zoogenaamde beroeps- en gewoontemisdadigers. 's-Gravenhage, Nijhoff, 1933. (Proefschrift Rijksuniversiteit Utrecht)